# Фалемичи
Фалемичи (укр. Фалемичі) — село в Зимневской сельской общине Владимирского района Волынской области Украины.
Население по переписи 2001 года составляет 231 человек. Почтовый индекс — 44703. Телефонный код — 3342. Занимает площадь 7,2 км².

## История
Впервые село упоминается под 1157 годом в Ипатьевской летописи в связи с походом Юрия Долгорукого и Ярослава Осмомысла протим Мстислава Изяславича, с целью отнять у последнего Владимир-Волынский. В Фалемичах (Хвалимичи) к Юрию Долгорукому и Осмомыслу присоединился Владимир Мстиславич, пришедший из Венгрии.